# Noureddine Bentoumi
Noureddine Bentoumi (19 februari 1972) is een Algerijnse langlaufer, actief op de 50 km massastart vrije stijl.
Hij kwalificeerde zich voor de Olympische Winterspelen in Turijn in 2006 waar hij deelnam aan de 50 km massastart vrije stijl.
Na 20 km kwam hij als laatste door op meer dan 11 minuten van de koplopers. De jury besloot hem op dat moment uit de race te halen, gelet op het feit dat de koplopers hem de volgende ronde zouden kunnen inhalen.